# Евангелическо-лютеранская церковь в Кении
Евангелическо-лютеранская церковь Кении (англ. Evangelical Lutheran Church in Kenya, суахили Kanisa la Kiinjili la Kilutheri Katika Kenya) — протестантская деноминация в Кении и восточной Уганде, лютеранская по вероучению и практике.

## Доктрина
Доктрина церкви основана на писаниях Ветхого и Нового Заветов как вдохновленном слове Божием, католических символах веры (Апостольский символ веры, Никейский символ веры и Афанасианский символ веры), а также тексте Лютеранского Аугсбургского исповедания 1530 года вместе с Большим и Малым катехизисами Мартина Лютера. Церковь придерживается основных лютеранских доктрин о прощении грехов при крещении и реальном присутствии Христа в Евхаристии.

## Миссия
Церковь существует для того, чтобы провозглашать Евангелие Иисуса Христа посредством надлежащего отправления таинств, предоставления конфессионального лютеранского учения и заботы о благополучии человека. Видение церкви — провозглашать благую весть о распятом и воскресшем Христе — единственном пути к спасению.

## История
Образована в 1959 году слиянием пяти религиозных объединений, созданных миссионерским группами из пяти стран, в числе которых были Верные Библии друзья, которые в 1948 году приступили к работе в данном регионе. Церковь была зарегистрирована властями в 1963 году как «Лютеранская церковь Кении». В 1973 году название было снова изменено на нынешнее. Церковь работает в трех районах Кении — Северном, Кисии и  Ньянза. С 2002 года церковь управляется Уолтером Обаре.

## Современное состояние
Церковь делится на четыре диоцеза, каждый из которых возглавляется своим епископом.
Главное учебное заведение — Matongo Lutheran Theological College .
ЕЛЦК является членом Национального совета церквей Кении, Лютеранского сообщества Центральной и Восточной Африки, Всемирной Лютеранской Федерации, Международного лютеранского совета, имеет общение кафедры и алтаря с Лютеранской Церковью — Синодом Миссури.

## Структура

### Архиепископия
В 1996 году церковь приняла епископское устройство правления по образцу Церкви Швеции, от которой она получила большое влияние на ранних этапах. В том же году был избран первый епископ Френсис Ньямваро Ондери (Francis Nyamwaro Onderi). В 2002 году церковь была реорганизована на четыре епархии — Центральную, Озерную, Юго-Западную и Северо-Западную. Был избран первый архиепископ, и каждая епархия избрала епархиального архиерея. Лютеранская церковь на шоссе Ухуру в Найроби была основана в 1964 году, а нынешнее здание освящено в 1980 году. В 2005 году архиепископом церкви ему был присвоен статус собора. По примеру Англиканской церкви Кении, собор в Найроби вместе с его окрестностями теперь был выделен в отдельную епархию, названную Архиепископией и Епархией Кафедрального собора на шоссе Ухуру.  Здесь расположена кафедра архиепископа с архиепископом и тремя рукоположенными священнослужителями и служителями-мирянами.

### Епархии
Церковь управляется из Найроби и состоит из шести епархий:
- Епархия собора на шоссе Ухуру
- Юго-Западная епархия
- Озерная епархия
- Центрально-Восточная епархия
- Епархия Центральной Рифт-Валли
- Северо-Западная епархия
- Ньямирская епархия